# Fumo (singolo)
Fumo è un singolo del gruppo spagnolo Jarabe de Palo in collaborazione con il cantante italiano Kekko Silvestre, pubblicato nel marzo 2017 ed estratto dall'album 50 Palos.

## Descrizione
Così Pau Donés commenta la canzone:
Non era una buona giornata, anzi, il contrario. 
Mi svegliai e mi mancava: per un momento, come mi era già successo in precedenza con alcuni dei miei grandi amori, sentii che la vita mi stava abbandonando.
Come faccio solitamente in queste occasioni, presi carta e penna e le scrissi una canzone; credo una fra le canzoni d’amore più belle e sentite che abbia mai scritto; di quelle che nascono impulsivamente, che mentre le scrivi ti commuovono, che quando le canti ti si annoda la gola. È di compleanni che si parla, “Fumo” è un regalo.»

## Video musicale
Il videoclip è stato pubblicato il 17 marzo 2017 attraverso il canale YouTube del gruppo.

## Tracce
- Download digitale

1. Fumo (feat. Kekko Silvestre) – 3:05